# Alberto Coll
Alberto Coll fue partícipe de la creación del Club San Lorenzo de Almagro y uno de sus principales jugadores desde su época inicial hasta su época en la primera categoría del fútbol argentino en su etapa amateur.

## Biografía
Su infancia y juventud se desarrolló en el barrio de Almagro, más precisamente en la calle México de la Ciudad de Buenos Aires.
En sus años jóvenes se juntaba con un grupo de niños de entre 12 y 15 años que bajo el liderazgo de Federico Monti se juntaban a jugar en la calle México. Este grupo se denominaba Forzosos de Almagro.
Durante uno de los partidos que realizaban es cuando se encuentran con el sacerdote Lorenzo Massa que observa como un tranvía casi atropella a unos de esos niños jugadores.
El sacerdote Lorenzo Massa los invita a jugar a un terreno que poseía vecinos a su Oratorio. Este sería uno de los momentos preliminares de la fundación del Club San Lorenzo de Almagro.
Fue partícipe de la asamblea que el nombre definitivo como Club Atlético San Lorenzo de Almagro. Fue vocal del nuevo club y, junto con otros pioneros, convenció a los vecinos para que aporten el dinero necesario para comprar el primer sello, que los diarios les pedían como requisito para publicar sus desafíos.
Junto a su hermano José Coll  fue  claves a la hora de la reorganización del Club, así fue que la Asamblea fundamental se realizó en la casa de los Hermanos Coll a la luz de un faro de kerosene en la calle Treinta y Tres 454, en noviembre de 1913.
Como jugador se desarrolló dentro de los forzosos de almagro, y dentro del posteriormente fundado San Lorenzo de Almagro entre los años 1908 hasta 1912 y desde 1914 hasta su retiro en el año 1923.

## Recordatorio
Un sector del Viejo Gasómetro poseía el nombre de “Hermanos Coll” en honor a Alberto y José Coll.

## Clubes
| Club                   | País      | Año       |
| ---------------------- | --------- | --------- |
| Forzosos de Almagro    | Argentina | 1907      |
| San Lorenzo de Almagro | Argentina | 1908-1912 |
| San Lorenzo de Almagro | Argentina | 1914-1923 |

## Títulos

### Campeonatos nacionales
| Título                                                      | Club                   | País      | Año  |
| ----------------------------------------------------------- | ---------------------- | --------- | ---- |
| Ascenso a Primera División del Campeonato Argentino Amateur | San Lorenzo de Almagro | Argentina | 1915 |